# Bahnhof Tachikawa
Der Bahnhof Tachikawa (jap. 立川駅, Tachikawa-eki) ist ein Bahnhof auf der japanischen Insel Honshū. Der bedeutende Verkehrsknotenpunkt wird von der Bahngesellschaft JR East betrieben und befindet sich in der Präfektur Tokio auf dem Gebiet der Stadt Tachikawa.

## Verbindungen
Tachikawa ist ein Kreuzungsbahnhof, in dem die Chūō-Hauptlinie (Shinjuku–Shiojiri) und die Chūō-Schnellbahnlinie (Shinjuku–Takao) parallel verlaufen. Von diesen zweigen die Ōme-Linie nach Oku-Tama und die Nambu-Linie nach Kawasaki ab. Alle vier Linien werden von der Bahngesellschaft JR East betrieben.
In Tachikawa halten sämtliche auf der Chūō-Hauptlinie verkehrenden Schnellzüge. Täglich bilden 18 Zugpaare des Azusa (あずさ) einen Stundentakt von Shinjuku über Kōfu und Shiojiri nach Matsumoto; einzelne Züge verkehren über diese Endpunkte hinaus nach Tokio, Minami-Otari und Chiba. Zwölfmal täglich verbindet der Eilzug Kaiji (かいじ) Shinjuku mit Kōfu, hinzu kommen täglich zwei Eilzugpaare Fuji Kaiyū (富士回遊) von Shinjuku nach Kawaguchiko. Außerdem verbindet der Narita Express (成田エクスプレス) einmal täglich Takao mit dem Flughafen Tokio-Narita. Der Lokalverkehr auf der Chūō-Schnellbahnlinie ist sehr dicht und besteht aus einem komplexen System von Eil- und Nahverkehrszügen mit Zugfolgen von wenigen Minuten. Ausgangspunkte sind in der Regel Tokio im Osten sowie Takao und Ōtsuki im Westen. Manche Züge verkehren über Ōtsuki hinaus nach Kawaguchiko. Der Nahverkehrszug Musashino (むさしの) verkehrt dreimal täglich zunächst von Hachiōji über Tachikawa nach Kunitachi, erreicht dann über eine Güterzweigstrecke die Musashino-Linie und befährt diese bis Ōmiya.
Auf der Ōme-Linie fahren Nahverkehrszüge tagsüber üblicherweise fünfmal je Stunde, während der Hauptverkehrszeit wird die Zugfolge auf bis zu zwei Minuten verdichtet. Zu weiter entfernten Zielen wie Mitake und Oku-Tama ist der Takt weniger dicht. Es gibt an Werktagen mehrere umsteigefreie Eilzugverbindungen von Shinjuku nach Oku-Tama und Musashi-Itsukaichi, an Wochenenden und Feiertagen auch drei Schnellzugpaare mit wenigen Zwischenhalten (Holiday Rapid Okutama bzw. Holiday Rapid Akigawa). Auf der Nambu-Linie fahren tagsüber sechs Nahverkehrszüge und zwei Eilzüge je Stunde, während der Hauptverkehrszeit wird die Zugfolge auf bis zu vier Minuten verdichtet.
Die von der Gesellschaft Tama Toshi Monorail betriebene Einschienenbahn Tama verbindet Kamikitadai in der Stadt Higashiyamato mit Tama-Center in der Stadt Tama. Die Züge verkehren sechs- bis achtmal je Stunde und überqueren dabei das Bahnhofsgelände. Sie halten jedoch nicht unmittelbar beim Empfangsgebäude von JR East, sondern jeweils in knapp 200 m Entfernung: Die Haltestelle Tachikawa-Kita befindet sich am Rande des nördlichen Bahnhofsvorplatzes, die Haltestelle Tachikawa-Minami beim südlichen Bahnhofsvorplatz. Vor dem Nordeingang des Bahnhofs steht ein großer Busbahnhof, der von mehreren Dutzend Linien der Gesellschaften Tachikawa Bus, Seibu Bus und Keiō Dentetsu Bus bedient wird. Ein Dutzend weitere Linien verkehren vom Südeingang aus. Hinzu kommen Flughafenzubringer, Schnellbusse nach Tokio und mehrere Nachtfernbusse.

## Anlage
Der Bahnhof steht im zentralen Stadtteil Akebonochō und ist von Osten nach Westen ausgerichtet. Die Anlage besitzt zwölf Gleise, von denen acht dem Personenverkehr dienen. Diese liegen ebenerdig an vier überdachten Mittelbahnsteigen, während die vier übrigen Gleise dem Güterverkehr vorbehalten sind. Allerdings dienen letztere nur dazu, Güterzüge von der Nambu- auf die Ōme-Linie zu leiten; Güterumschlag findet hier nicht mehr statt. Ein voluminöses Empfangsgebäude spannt sich in Form eines Reiterbahnhofs über die gesamte Anlage. Es ist unmittelbar mit den Einkaufszentren LUMINE und Ecute sowie mit mehreren Bürohochhäusern verbunden, die den Platz über dem Gleisfeld maximal ausnutzen. Mehrere breite Fußgängerpassagen stellen Verbindungen zu umliegenden Straßen her. Westlich an diesem massiven Gebäudekomplex vorbei führt die Trasse der Einschienenbahn.
Im Fiskaljahr 2018 nutzten durchschnittlich 168.512 Fahrgäste täglich den Bahnhof.

## Bilder

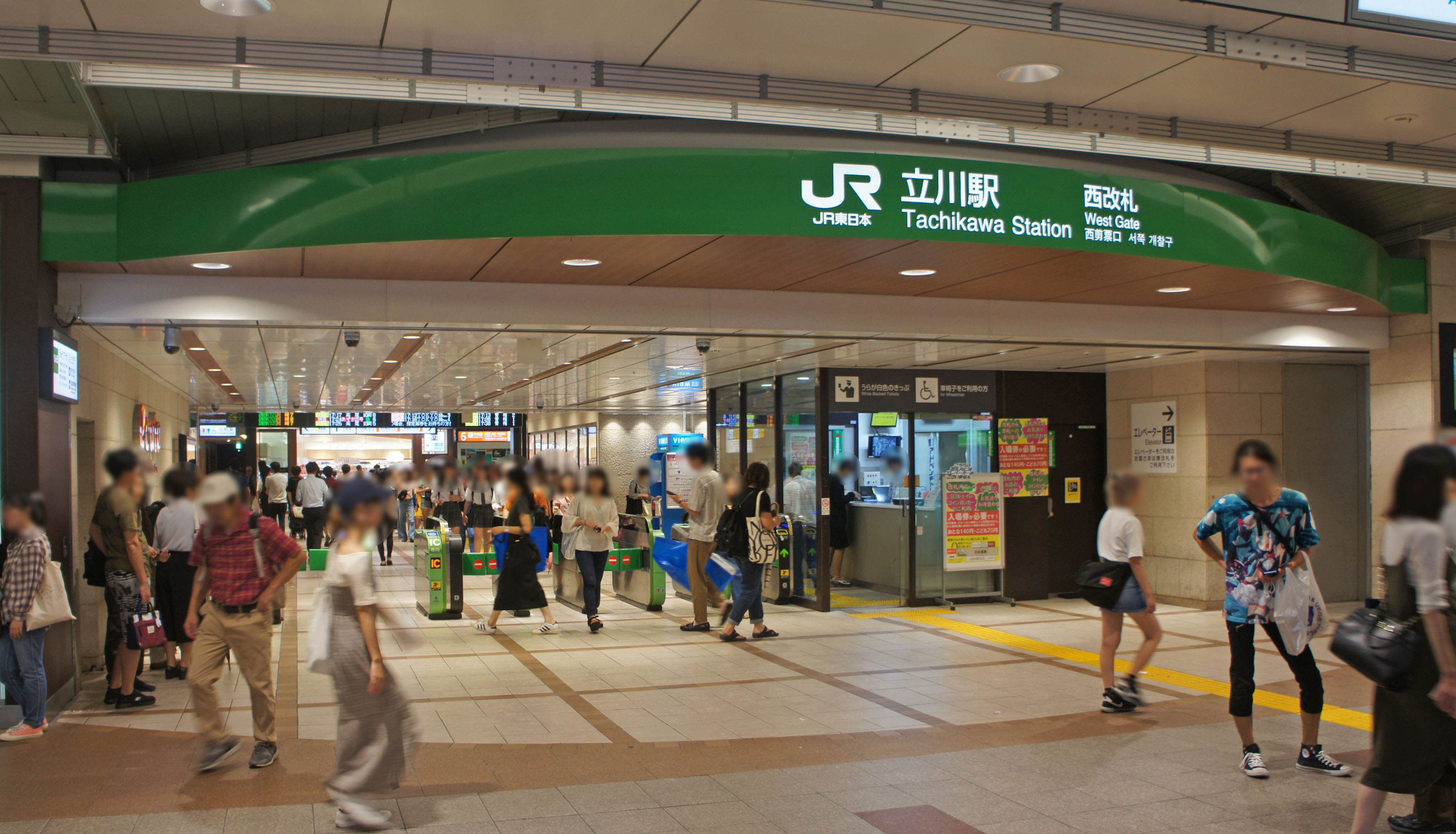
Westlicher Zugang
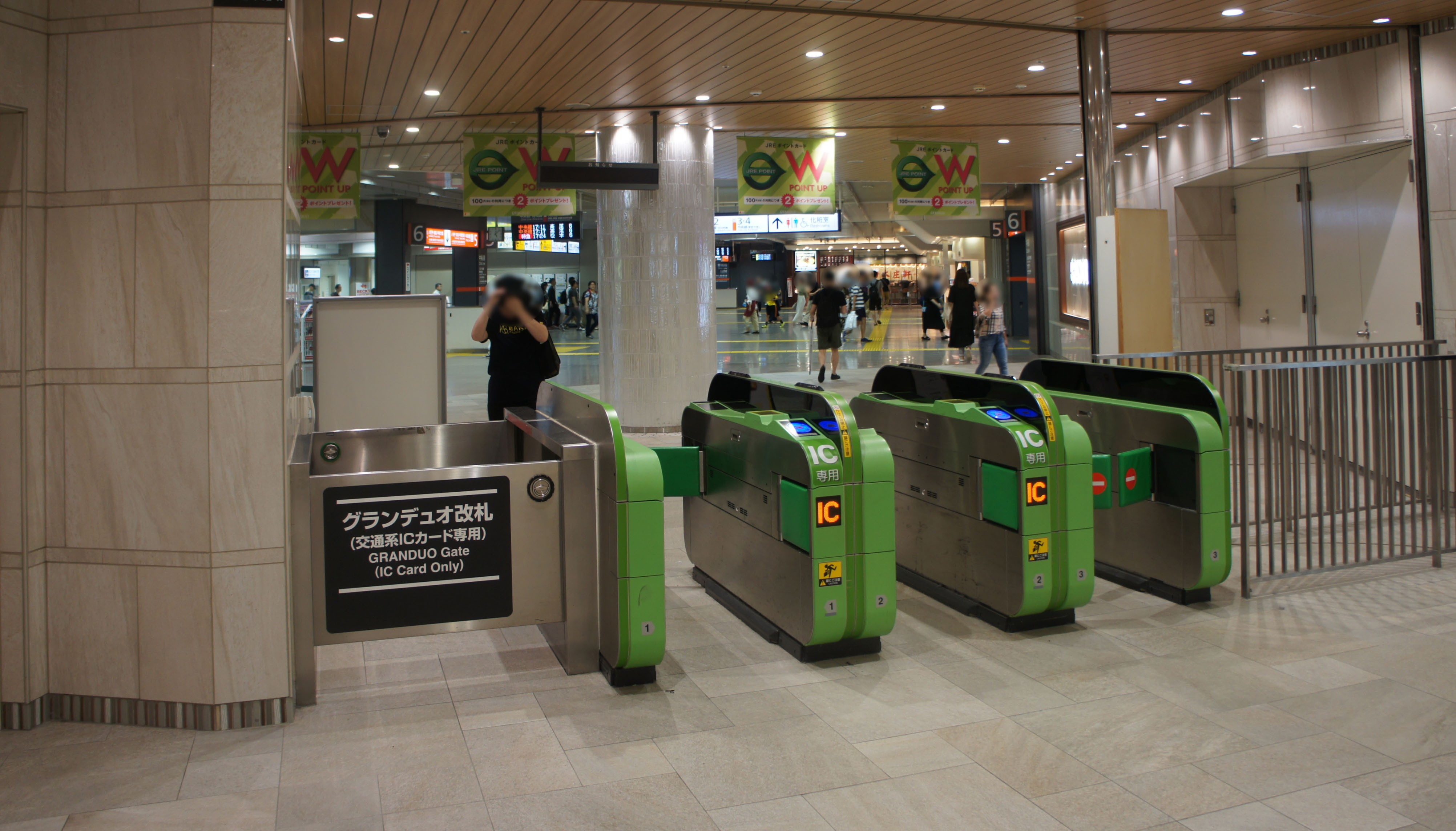
Bahnsteigsperren
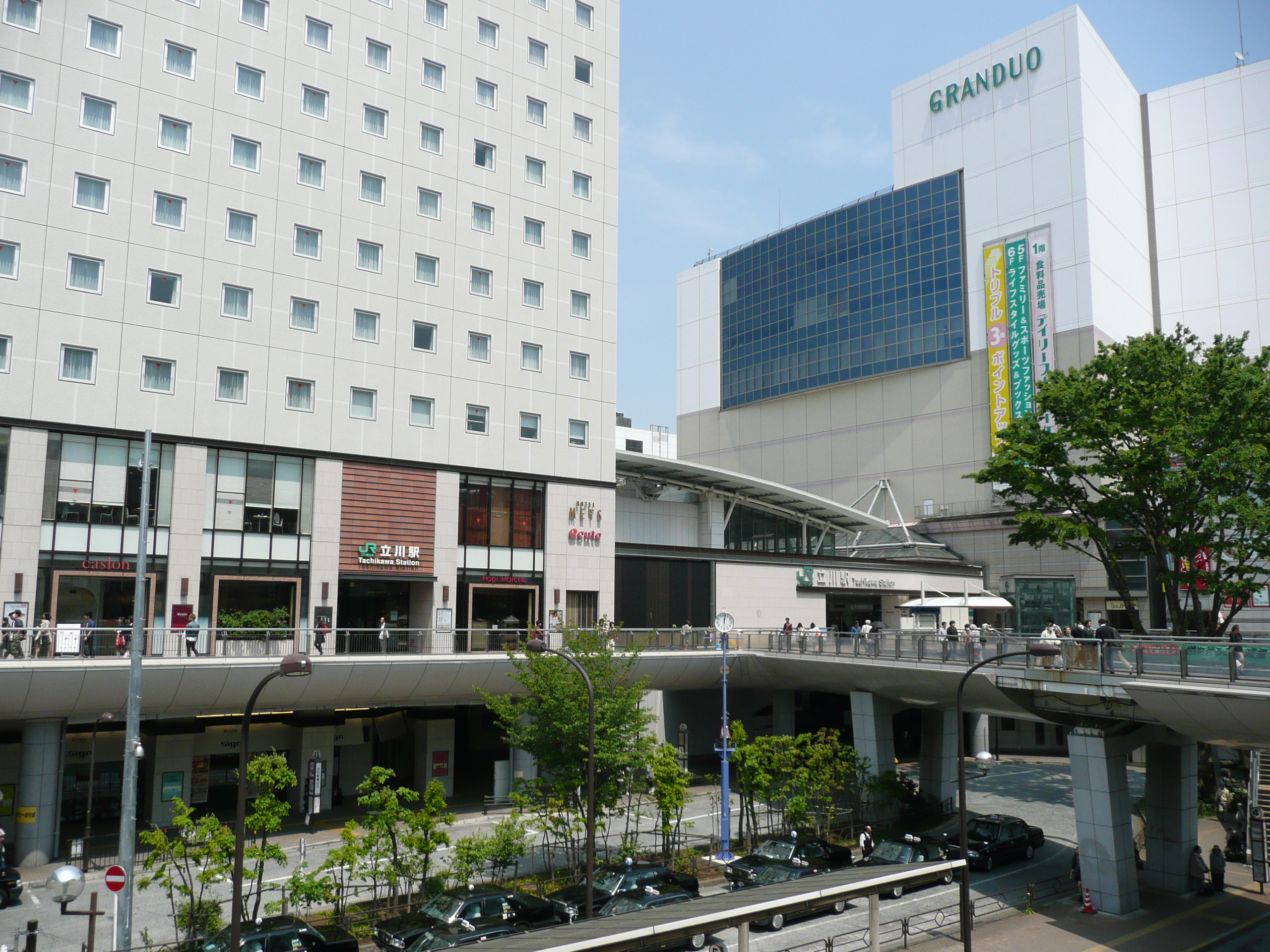
Südeingang
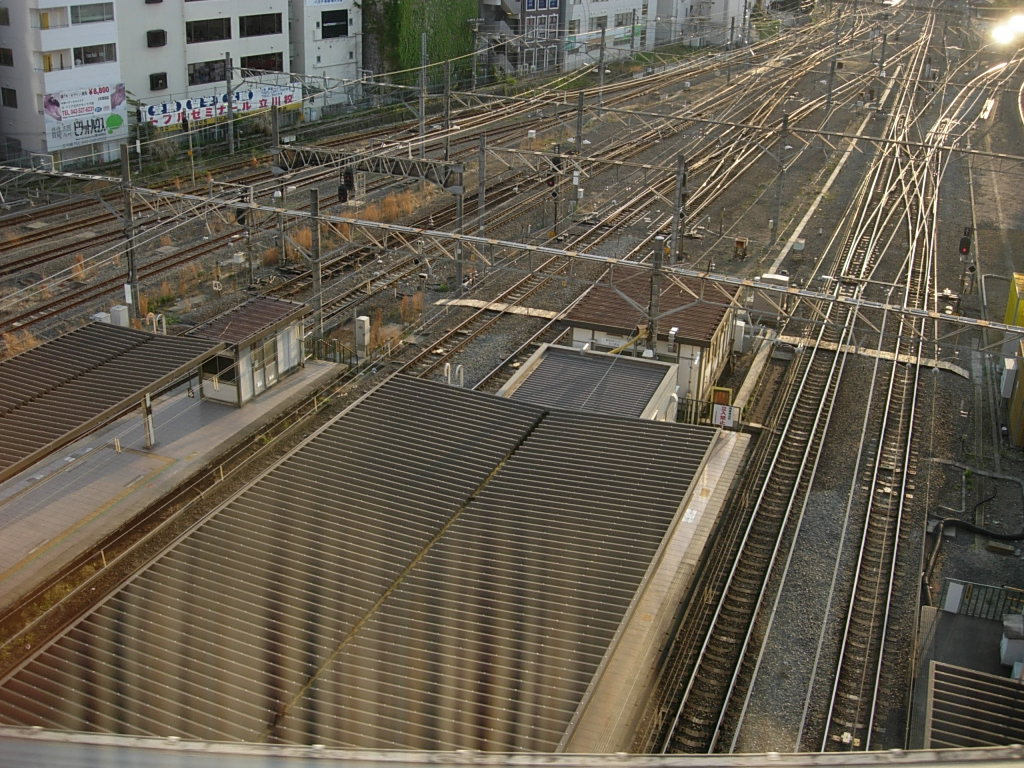
Blick auf das Gleisfeld

## Gleise

Gleisplan

| 1 • 2 | ▉ Ōme-Linie             | Haijima • Ōme • Oku-Tama                              |
| 1 • 2 | ▉ Itsukaichi-Linie      | (Ōme–) Musashi-Itsukaichi                             |
| 3 • 4 | ▉ Chūō-Schnellbahnlinie | Mitaka • Nakano • Shinjuku • Tokio                    |
| 4 • 5 | ▉ Chūō-Schnellbahnlinie | Hachiōji • Takao • Kōfu                               |
| 5 • 6 | ▉ Ōme-Linie             | Haijima • Ōme • Komagawa                              |
| 5 • 6 | ▉ Itsukaichi-Linie      | (Ōme–) Musashi-Itsukaichi                             |
| 7 • 8 | ▉ Nambu-Linie           | Fuchū-Honmachi • Noborito • Musashi-Kosugi • Kawasaki |

## Linien
| Verlauf der Chūō-Schnellbahnlinie |
| --- |
| Tokyo –Kanda • Ochanomizu • Yotsuya • Shinjuku • Nakano • Kōenji • Asagaya • Ogikubo • Nishi-Ogikubo • Kichijōji • Mitaka • Musashi-Sakai • Higashi-Koganei • Musashi-Koganei • Kokubunji • Nishi-Kokubunji • Kunitachi • Tachikawa • Hino • Toyoda • Hachiōji • Nishi-Hachiōji • Takao |

| Verlauf der Nambu-Linie |
| --- |
| Kawasaki • Shitte • Yakō • Kashimada • Hirama • Mukaigawara • Musashi-Kosugi • Musashi-Nakahara • Musashi-Shinjō • Musashi-Mizonokuchi • Tsudayama • Kuji • Shukugawara • Noborito • Nakanoshima • Inadazutsumi • Yanokuchi • Inagi-Naganuma • Minami-Tama • Fuchū-Honmachi • Bubaigawara • Nishifu • Yaho • Yagawa • Nishi-Kunitachi • Tachikawa Hamakawasaki-Zweigstrecke: Shitte • Hatchōnawate • Kawasaki-Shinmachi • Odasakae • Hama-Kawasaki |

| Verlauf der Ōme-Linie |
| --- |
| Tachikawa • Nishi-Tachikawa • Higashi-Nakagami • Nakagami • Akishima • Haijima • Ushihama • Fussa • Hamura • Ozaku • Kabe • Higashi-Ōme • Ōme • Miyanohira • Hinatawada • Ishigamimae • Futamatao • Ikusabata • Sawai • Mitake • Kawai • Kori • Hatonosu • Shiromaru • Oku-Tama |

## Geschichte
Die Kōbu Tetsudō eröffnete am 11. April 1889 das erste Teilstück der späteren Chūō-Hauptlinie, das von Shinjuku bis hierhin reichte. Vier Monate lang war Tachikawa die westliche Endstation, bis zur Inbetriebnahme der Verlängerung nach Hachiōji am 11. August 1889. Eine weitere private Bahngesellschaft, die Ōme Tetsudō, eröffnete am 19. November 1894 den ersten Abschnitt der späteren Ōme-Linie von Tachikawa nach Ōme. Am 1. Oktober 1906 wurde die Kōbu Tetsudō verstaatlicht. Das Eisenbahnamt (das spätere Eisenbahnministerium) errichtete eine in Tachikawa beginnende Werksbahn, die vor allem dem Abtransport von Kies aus dem Fluss Tama diente; in Betrieb war sie ab 3. März 1916. Als Nächstes kam die Nambu Tetsudō hinzu, die am 11. Dezember 1929 das Teilstück Bubaigawara–Tachikawa der Nambu-Linie eröffnete. Den Verkehrsknoten vervollständigte die Itsukaichi Tetsudō mit der Inbetriebnahme der Strecke Tachikawa–Haijima am 13. Juli 1930.
1940 ging die Itsukaichi Tetsudō in der Ōme Tetsudō auf, die vier Jahre später – wie die Nambu Tetsudō – ebenfalls in staatlichen Besitz überging. Das Verkehrs- und Kommunikationsministerium legte am 11. Oktober 1944 das nach Tachikawa führende Teilstück der Itsukaichi-Linie still, am 1. Juli 1946 auch die hier beginnende Werksbahn. Am Morgen des 4. Januar 1964 löste sich im benachbarten Nishi-Tachikawa ein mit Benzin gefüllter Kesselwagen von einem Güterzug der US Army, da wegen Fahrlässigkeit kein Radvorleger benutzt worden war. Der Kesselwagen rollte nach Tachikawa, prallte in das Empfangsgebäude und explodierte. Die Bahnangestellten konnten die rund 60 im Bahnhof befindlichen Personen gerade noch rechtzeitig in Sicherheit bringen, doch das komplett zerstörte Empfangsgebäude musste ersetzt werden.
Aus Kostengründen stellte die Japanische Staatsbahn am 1. April 1980 den Güterumschlag ein. Am 2. Oktober 1980 erfolgte die Eröffnung des heutigen Empfangsgebäudes mitsamt Einkaufszentrum. Im Rahmen der Staatsbahnprivatisierung ging der Bahnhof am 1. April 1987 in den Besitz der neuen Gesellschaft JR East über. Am 27. November 1998 wurde das erste Teilstück der Einschienenbahn Tama eröffnet; die Strecke verband Kamikitadai mit Tachikawa-Kita an der Nordseite des Bahnhofs. Etwas mehr als ein Jahr später folgte am 10. Januar 2000 die Verlängerung nach Tama-Center, mitsamt der Haltestelle Tachikawa-Minami südlich des Bahnhofs.